# Tmarus cancellatus
Tmarus cancellatus är en spindelart som beskrevs av Tord Tamerlan Teodor Thorell 1899. Tmarus cancellatus ingår i släktet Tmarus och familjen krabbspindlar. Utöver nominatformen finns också underarten T. c. congoensis.